# Lajos Werkner
Lajos Werkner (Budapest, 23 ottobre 1883 – Budapest, 12 novembre 1943) è stato uno schermidore ungherese, vincitore di due medaglie d'oro nella scherma ai giochi olimpici.